# Museo della Pieve di San Giorgio di Valpolicella e Museo archeologico
Il museo della Pieve di San Giorgio di Valpolicella e Museo archeologico è un piccolo museo situato a Sant'Ambrogio di Valpolicella, nella frazione di San Giorgio di Valpolicella, situato di fianco all'omonima pieve.
Il museo comprende sia una sezione etnografica, istituita negli anni settanta, che documenta le attività e le tradizioni locali e all'interno della quale è allestita una cucina tipica della Valpolicella, sia di una sezione archeologica, inaugurata nel 1992, che esposte manufatti ritrovati in loco, tra cui are e iscrizioni romane, sculture e rilievi longobardi e carolingi, e oggetti d'arte di svariate epoche.
La realizzazione del museo, il dissotterramento di alcuni reperti archeologici e la sistemazione dell'area furono curati dall'architetto Libero Cecchini insieme ai collaboratori Luciano Zinnamosca e Claudio Sandri, grazie al contributo finanziario della Banca Popolare di Verona. Il progetto consisteva nella realizzazione di due spazi espositivi contigui che l'architetto veronese cercò di integrare con le preesistenze architettoniche e ambientali: una copertura a protezione degli scavi archeologici dietro l'abside orientale e un breve percorso museale nei locali sul fianco settentrionale della pieve, dove sono esposti i reperti romani e paleocristiani rinvenuti.
L'intervento più interessante è quello a protezione degli scavi archeologici, che sono stati coperti da una sequenza di quattro piastre sovrapposte. Queste piastre formano una serie di terrazzamenti che permettono ai visitatori, dall'esterno, di percepire integralmente lo spazio archeologico sottostante, e, dall'interno, di affacciarsi sulla valle e godere del paesaggio. La connessione tra i diversi livelli è garantita da brevi rampe di scale e bassi muri in pietra realizzati secondo tecniche costruttive locali.